# Hildegard Peplau
Hildegard E. Peplau (n. 1 septembrie 1909, Reading⁠(d), Pennsylvania, SUA – d. 17 martie 1999, Sherman Oaks, Los Angeles, California, SUA) a fost o infirmieră americană, prima teoreticiană, după Florence Nightingale, ale cărei lucrări în domeniul asistenței medicale au fost publicate. A creat modelul teoretic despre stabilirea relațiilor interpersonale în nursing, care a contribuit la modernizarea paradigmelor academice pentru infirmiere. De asemenea, a fost direct implicată în reforma legii privind sănătatea mintală și a promovat metode umane de tratare a pacienților cu tulburări de comportament sau de personalitate.

## Context social
Hildegard s-a născut în Reading, Pennsylvania. Părinții ei, Gustav și Otyllie Peplau, erau imigranți de origine germană, ea fiind cea de-a doua fiică din cei șase copii. Deși în familie nu s-a pus niciodată problema studiilor, Hildegard și-a dorit să depășească normele tradiționale impuse femeilor, iar profesia de asistent medical se număra printre puținele profesii destinate femeior în acea perioadă. În tinerețe, a fost marcată de efectele epidemiei de gripă din 1918 asupra oamenilor din jurul ei. La începutul anilor 1900, școlile de infirmerie autonome promovate de Florence Nightingale au fost marginalizate. Aceste școli au reintrat în subordinea spitalelor și orice inițiativă proprie a fost descurajată. Infirmierele și asistentele medicale erau considerate o sursă ieftină sau gratuită de muncă.
Hildegard a urmat o școală comercială la seral, pe care a absolvit-o în 1928. În această perioadă, ea s-a întreținut lucrând ca vânzătoare în diverse magazine și ca bibliotecară. A ales să își continue studiile în profesia de infirmieră, la vremea respectivă opțiunile fiind limitate pentru femei, iar aceasta părea cea mai atractivă variantă. În 1931 a absolvit Școala de infirmiere de la Spitalul Pottstown din Pennsylvania.

## Carieră

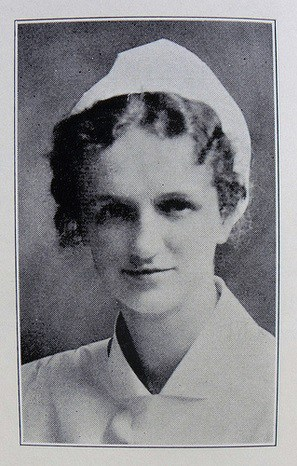
Hildegard Peplau, Spitalul Pottstown, 1931

După absolvirea cursurilor de la Spitalul Pottstown, a lucrat ca infirmieră în Pennsylvania și în New York City. Pe perioada verii, Hildegard a lucrat ca infirmieră în cadrul taberei de vară organizate de New York University, activitate în urma căreia a primit o recomandare și a devenit infirmieră la Bennington College în Vermont. Aici a obținut diploma de licență în psihologie interpersonală în 1943. A studiat psihologia atât la Bennington, cât și la Chestnut Lodge, o clinică privată de psihiatrie, cu profesorii Erich Fromm, Frieda Fromm-Reichmann și Harry Stack Sullivan. Peplau s-a dedicat de-a lungul carierei sale extinderii teoriei interpersonale a lui Sullivan în practica profesiei de infirmieră.
Din 1943 până în 1945, Hildegard a fost locotenent în corpul medico-sanitar al armatei S.U.A. și a fost repartizată la 312th Field Station Hospital din Anglia, unde era situată și Școala Americană de Psihiatrie Militară. Împreună cu medici și psihiatri renumiți în Anglia și în S.U.A., a lucrat la reformarea sistemului medical în domeniul sănătății mintale prin promulgarea National Mental Health Act din 1946.
Peplau a obținut diplomele de masterat și de doctorat la Teachers College de la Universitatea Columbia. De asemenea, a primit un certificat de practică în psihanaliză acordat de Institutul William Alanson White din New York City. La Teachers College, ea a format primele grupe de infirmiere studente la psihiatrie, la începutul anilor 1950. În perioada 1954-1974, a fost membră a Rutgers College of Nursing, cunoscut în prezent sub denumirea de Rutgers School of Nursing. La Rutgers, Peplau a creat primul program de absolvire pentru pregătirea specialiștilor clinicieni în infirmerie psihiatrică.
Peplau a fost o scriitoare prolifică, cunoscută pentru prezentările, discursurile și atelierele de lucru organizate în domeniul psihiatriei clinice. Ea a militat pentru o mai bună educație a infirmierelor și a afirmat importanța pregătirii infirmierelor în relațiile interpersonale cu pacienții, a prioritizat îngrijirea terapeutică a pacienților din centrele de sănătate mintală. În anii 1950 și 1960 a organizat ateliere de lucru pentru infirmiere în mai multe locații din S.U.A., mai ales în spitalele de psihiatrie de stat. În cadrul acestor seminarii, a predat concepte interpersonale și tehnici de interviu, precum și terapie individuală, de grup sau de familie.
Peplau a colaborat cu Organizația Mondială a Sănătății și a fost invitată ca profesoară la universități din Africa, America Latină, Belgia și S.U.A. A fost consultant pentru U.S. Surgeon General, U.S. Air Force și The National Institute of Mental Health. A militat pentru pregătirea adecvată a infirmierelor, pentru cercetare și perfecționare în acest domeniu. Între 1970 și 1972 a fost președinte al American Nurses Association, iar între 1972 și 1974 a fost director executiv al aceleiași organizații. După pensionarea de la Rutgers, a predat la Universitatea Catolică din Leuven între anii 1975 și 1976.

## Viața personală
În 1944, Hildegard Peplau a cunoscut un doctor psihiatru militar, staționat la 312th Field Hospital în Anglia. Cei doi au avut împreună o fiică, pe Letitia Anne Peplau, născută în 1945, însă Hildegard și-a crescut singură fiica și nu a discutat pe această temă, având în vedere că tatăl fiicei sale era deja căsătorit. Letitia a devenit profesoară de psihologie la UCLA, cu studii publicate în domeniu. Hildegard a decedat în somn, în 1999, la locuința sa din Sherman Oaks.

## Modelul lui Peplau
În teoria relaților interpersonale pe care a formulat-o, Peplau a subliniat relația infirmieră-pacient și a afirmat că această relație a reprezentat fundamentul în nursing. Cartea ei, Interpersonal Relations in Nursing (în limba română Relații interpersonale în asistență medicală), a fost finalizată în 1948. Publicarea cărții a durat încă patru ani, în principal pentru că Peplau era autorul unei lucrări academice fără un medic coautor, situație inedită pentru o infirmieră în anii 1950. La acea vreme, cercetările ei și accentul pus pe relațiile infirmieră-pacient au fost considerate revoluționare. Esența aceste teorii presupune crearea unei experiențe comune între infirmieră și pacient, spre deosebire de cazul pacientului care primește pasiv tratament (și infirmiera care execută pasiv ordinele medicului). Peplau a considerat că infirmierele ar putea facilita acest demers prin observare, descriere, formulare, interpretare, validare și intervenție. De exemplu, pe măsură ce infirmiera își ascultă pacientul, ea își dezvoltă o impresie generală despre starea acestuia. Apoi, își validează concluziile verificând exactitatea informațiilor prin discuții cu clientul. Aceste procedee pot determina o învățare bazată pe experiență și strategii îmbunătățite de dezvoltare personală pentru ambele părți implicate.

### Cele șase roluri ale infirmierei în relația cu pacientul
Peplau descrie șase roluri pe care o infirmieră le îndeplinește în diferite etape ale relației cu pacientul:
Rolul de străin
Peplau afirmă că, atunci când se întâlnesc prima dată, infirmiera și pacientul sunt doi străini. Prin urmare, pacientul trebuie tratat cu respect și politețe, așa cum oricine își dorește să fie tratat. Infirmiera nu trebuie să își formeze păreri eronate sau neîntemeiate cu privire la pacient, ci să îl accepte așa cum este, fără să îl judece. În lipsa unor dovezi contrarii, pacientul trebuie să fie tratat ca fiind stabil emoțional.
Rolul de resursă
Infirmiera oferă răspunsuri la întrebări, în special legate de starea de sănătate. Tot ea îi comunică pacientului informații despre planul de tratament. De regulă, întrebările sunt legate de probleme mai grave, de aceea infirmiera trebuie să stabilească răspunsul adecvat pentru o comunicare constructivă. Răspunsurile ei trebuie formulate simplu și direct.
Rolul de educator/de învățare
Învățarea este un rol care presupune combinarea primelor două. Peplau a stabilit că învățarea se împarte în două categorii: instrucțional și experimental. Stadiul instrucțional presupune ca pacientul să primeacă o gamă variată de informații, în timp ce stadiul experimental folosește experiența pacientului ca punct de plecare pentru a forma propriile concluzii despre informațiile primite.
Rolul de consilier
Potrivit lui Peplau, consilierea are cel mai mare impact în îngrijirea psihiatrică. Rolul de consilier îl ajută pe pacient să înțeleagă și să își amintească ce se întâmplă și cum reacționează în diferite situații date. În plus, oferă sprijin și încurajare pentru a produce o schimbare benefică în viața pacientului.
Rolul de surogat (substituent)
Pacientul este cel care atribuie infirmierei acest rol. Comportamentul și atitudinea infirmierei creează pacientului reacții generate într-o relație anterioară. Infirmiera îl ajută pe pacient să recunoască asemănările și diferențele dintre infirmieră și relațiile sale trecute.
Rolul de lider
Pacientul este ajutat să își asume responsabilitatea pentru a atinge obiectivele de tratament de o manieră reciproc avantajoasă. Infirmiera îl ajută pe pacient să atingă aceste obiective prin cooperare permanentă și implicare directă.

### Etape în dezvoltarea relației infirmieră-pacient
Orientarea
Etapa de orientare este inițiată de infirmieră. Pacientul și infirmiera fac cunoștință pentru prima dată, stabilesc tonul relației, ce va fi centrat exclusiv pe pacient. În cadrul acestei etape, este fundamentală stabilirea unei relații profesionale, în opoziție cu relația de tip social. Prin urmare, pacientul este punctul central al relației, iar toate interacțiunile prezente și viitoare vor fi centrate pe pacient. Orientarea se petrece imediat după intrarea pacientului în spital, când aceste se acomodează cu un mediu nou, străin și cu persoane necunoscute. Infirmiera îl tratează pe pacient ca pe un individ unic, iar pacientul simte interesul infirmierei pentru persoana lui. Astfel, se construiește încrederea, iar pacientul începe să înțeleagă rolul infirmierei, precum și propriul rol și parametrii și limitele acestei relații.
Identificarea
Pacientul începe să identifice aspecte care trebuie lucrate în cadrul relației cu infirmiera. Scopul infirmierei este de a îl ajuta pe pacient să recunoască propriul rol independent sau de colaborare și să își asume responsabilitatea deciziilor.
Exploatarea/Funcționarea
În cadrul acestei etape, infirmiera și pacientul colaborează pentru a atinge potențialul maxim al pacientului și pentru a îndeplini obiectivele relației lor. Tranziția de la orientare la funcționare se realizează cu succes atunci când pacientul o abordează pe infirmieră ca pe o resursă de informații și sprijin, în loc de convențiile sociale impuse în comunicarea formală. Pacientul are încredere deplină în infirmieră și beneficiază de serviciile și abilitățile profesionale ale acesteia. Pacientul și infirmiera colaborează pentru a ajunge la o finalitate reciproc satisfăcătoare.
Rezoluția
Rezoluția sau faza finală are loc după ce obiectivele pacientului au fost atinse. Infirmiera și pacientul își încheie relația. Unul dintre aspectele esențiale ale relației infirmieră-pacient, spre deosebire de o relație socială convențională, este durata acesteia, este o relație temporară, deseori de scurtă durată. Dacă relația se desfășoară pe termen mai lung, finalul intervine când pacientul este externat din spital sau decedează. În cazul unei relații de scurtă durată, cum ar fi o consultație, o urgență sau o vaccinare, finalul are loc la plecarea pacientului, relația fiind, de regulă, mai puțin complexă. În fiecare dintre aceste situații, relația se consideră finalizată atunci când pacientul a dobândit încrederea și capacitatea de a-și rezolva propriile probleme și angoase.

## Premii
Hildegard Peplau a primit în 1994 distincția Living Legend of the American Academy of Nursing, acordat pentru cartea ei Interpersonal Relations in Nursing și pentru că a fost singura persoană care a deținut funcțiile de președinte și director executiv la American Nurses Association.
În 1997 i-a fost acordat Premiul Christiane Reimann, cel mai prestigios premiu oferit de International Council of Nurses.